# Heaven on My Mind
Heaven on My Mind è un singolo della cantante britannica Becky Hill e del DJ britannico Sigala, pubblicato il 25 giugno 2020 come secondo estratto dal primo album in studio di Becky Hill Only Honest on the Weekend.

## Video musicale
Il video musicale è stato reso disponibile il 25 giugno 2020, in concomitanza con l'uscita del brano.

## Tracce
Testi e musiche di Rebecca Claire Hill, Bruce Fielder, George Astasio, Ida Martinsen Botten, Jaokim Jarl, Jason Pebworth, Jon Shave, Ryan Ashley e Uzoechi Emenike.
Download digitale
1. Heaven on My Mind – 3:12

Download digitale – Remixes EP
1. Heaven on My Mind (Topic Remix) – 3:47
2. Heaven on My Mind (HOSH Remix) – 3:08
3. Heaven on My Mind (Sammy Porter Remix) – 3:40
4. Heaven on My Mind (Vintage Culture Remix) – 3:56
5. Heaven on My Mind (Chloe Wilson Remix) – 2:53
6. Heaven on My Mind (MYRNE Remix) – 3:56

Download digitale – Acoustic
1. Heaven on My Mind (Acoustic) – 3:12

## Formazione
Musicisti
- Becky Hill – voce
- Sigala – tastiera, programmazione della batteria
- Jarly – tastiera, programmazione della batteria
- Ryan Ashley – arrangiamento vocale

Produzione
- Sigala – produzione
- Jarly – produzione
- Ross Fortune – ingegneria del suono, assistenza alla registrazione
- Tom AD Fuller – ingegneria del suono, assistenza alla registrazione
- Stuart Hawkes – mastering
- Mark Ralph – missaggio

## Classifiche
| Classifica (2020) | Posizione massima |
| ----------------- | ----------------- |
| Croazia           | 33                |
| Irlanda           | 19                |
| Regno Unito       | 14                |